# Kirkkosaaret (ö i Mellersta Finland, Jämsä)
Kirkkosaaret är en ögrupp i Finland. Den ligger i sjön Kankarisvesi och i kommunen Jämsä i den ekonomiska regionen  Jämsä  och landskapet Mellersta Finland, i den södra delen av landet, 200 km norr om huvudstaden Helsingfors. Öns area är 1,7 hektar och dess största längd är 240 meter i nord-sydlig riktning.  Notera att namnet antyder att det är fråga om flera öar.